# Halkogen
Halkogeni so kemijski elementi iz 16. (po stari nomenklaturi VIA) skupine periodnega sistema elementov. Skupina je poznana tudi kot kisikova skupina. Med halkogene spadajo: kisik (O), žveplo (S), selen (Se), telur (Te), polonij (Po) in sintetični livermorij(Lv).
Njihovo ime pomeni "rudotvorni" (iz grškega halkos = ruda in –gen = tvoriti).
Čeprav je cela skupina, vključno s kisikom, definirana kot halkogena, se kisik in oksidi običajno ločujejo od halkogenov in halkogenidov. Izraz halkogenid je po navadi rezerviran za sulfide, selenide in teluride, ne pa tudi za okside. Oksidi se običajno ne razvrščajo med halkogenide.

## Lastnosti
Elementi 16. skupine imajo podobne elektronske konfiguracije, predvsem za najbolj zunanji elektronski obli, zato imajo tudi podobne lastnosti:
| Z   | Element    | št. elektronov/orbitala |
| --- | ---------- | ----------------------- |
| 8   | Kisik      | 2, 6                    |
| 16  | Žveplo     | 2, 8, 6                 |
| 34  | Selen      | 2, 8, 18, 6             |
| 52  | Telur      | 2, 8, 18, 18, 6         |
| 84  | Polonij    | 2, 8, 18, 32, 18, 6     |
| 116 | Livermorij | 2, 8, 18, 32, 32, 18, 6 |

Kisik in žveplo sta nekovini, selen, telur in polonij pa so polprevodne polkovine. To pomeni, da so njihove električne lastnosti nekje med lastnostmi kovin in izolatorjev. Telur, pa tudi selen, se kljub temu pogosto razvrščata med kovine.
Kovinski halkogenidi se v naravi pojavljajo kot minerali. Nekateri so zelo pogosti, na primer pirit (FeS), ki je železova ruda, nekateri pa so zelo redki, na primer zlatov ditelurid kalaverit (AuTe2).
Najboolj pogosto formalno oksidacijsko stanje halkogenih spojin je 2-. Pogosta so tudi druga oksidacijska stanja, na primer 1- v piritu. Najvišje formalno oksidacijsko stanje je 6+ v sulfatih (žveplova kislina H2SO4), selenatih (natrijev selenat Na2SeO4) in teluratih.